# Mistrzostwa Świata U-19 w Rugby Union Mężczyzn 1991
Mistrzostwa Świata U-19 w Rugby Union Mężczyzn 1991 – dwudzieste trzecie mistrzostwa świata U-19 w rugby union mężczyzn zorganizowane przez FIRA, które odbyły się w Tuluzie w dniach od 25 do 31 marca 1991 roku.

## Klasyfikacja końcowa

### Grupa A
| Miejsce | Reprezentacja        |
| ------- | -------------------- |
| 1       | Argentyna U-19       |
| 2       | Francja U-19         |
| 3       | Włochy U-19          |
| 4       | ZSRR U-19            |
| 5       | Rumunia U-19         |
| 6       | Polska U-19          |
| 7       | Portugalia U-19      |
| 8       | Chińskie Tajpej U-19 |

### Grupa B
| Miejsce | Reprezentacja       |
| ------- | ------------------- |
| 1       | Hiszpania U-19      |
| 2       | Czechosłowacja U-19 |
| 3       | Niemcy U-19         |
| 4       | Belgia U-19         |
| 5       | Tunezja U-19        |
| 6       | Szwajcaria U-19     |
| 7       | Szwecja U-19        |
| 8       | Maroko U-19         |

### Grupa C
| Miejsce | Reprezentacja |
| ------- | ------------- |
| 1       | Urugwaj U-19  |
| 2       | Namibia U-19  |
| 3       | Dania U-19    |
| 4       | Andora U-19   |